# Localización industrial
El término localización industrial se refiere a los estudios y decisión sobre cual es el mejor sitio en el cual establecer una industria o fábrica. El término también se aplica al agrupamiento o concentración de determinadas empresas que se dedican a la fabricación o elaboración de un determinado tipo de productos en una cierta región geográfica.
Por ejemplo en épocas recientes en Mumbai y Ahmedabad en la India, se han establecido una gran cantidad de fábricas de productos textiles. De manera similar numerosas fábricas que procesan y elaboran productos de yute se han asentado en Bengala Occidental. 

## Causas de la localización
La localización de industrias obedece a algunas o varias de las razones que se explican a continuación:
1. Proximidad a la materia prima:
Una industria tiende a ubicarse en aquella región en la cual se encuentren disponibles los materiales requeridos para ese tipo de industria. La proximidad a la materia prima reduce el costo de producción ya que el costo del transporte de los materiales hasta la fábrica es de máximo valor. Por ejemplo tradicionalmente la industria del azúcar ha establecido sus fábricas en el centro de zonas donde se cultivan los vegetales de los cuales se obtiene el azúcar (caña de azúcar, remolacha azucarera).
2. Proximidad al mercado y cercanías:
Algunas industrias tienden a asentarse en cercanías de su mercado de consumo. Esto ayuda a minimizar el costo de transporte del producto terminado desde la fábrica hasta el mercado. Algunas industrias que exportan sus productos terminados e importan sus materias primas prefieren ubicarse cerca de puertos de forma tal de minimizar los costos de transporte.
3. Disponibilidad de mano de obra:
La mano de obra es un factor importante en determinados procesos de producción. Las industrias que necesitan de trabajadores capacitados tienden a concentrarse donde dicha mano de obra se encuentre fácilmente disponible en cantidad y a un costo apropiado. Por ejemplo la industria de los juguetes se radicó en las décadas de 1960 y 1970 en Hong Kong debido a la disponibilidad de abundante mano de obra barata. El acceso a una mano de obra extremadamente barata, disponibilidad de energía y un esquema impositivo atractivo, aunado a acceso a puertos amplios, son las principales razones que han llevado a finales del siglo XX a numerosos fabricantes de automóviles a radicar sus fábricas en varias zonas de China.[3]
4. Disponibilidad de energía:
Las industrias requieren energía a precios apropiados, algunas industrias son consumidoras de grandes cantidades de energía. La escasez de energía puede alterar y afectar negativamente la operación de las industrias. Por lo tanto, aquellas industrias como ser altos hornos que requieren de grandes cantidades de energía prefieren ubicarse en regiones donde exista un amplio suministro seguro de energía eléctrica.
5. Acceso a medios de transporte:
Los costos de transporte desempeñan un papel importante en la localización de industrias. Por lo general las industrias tienden a asentarse en regiones en las que disponen de buenas vías de comunicación sean caminos, ferrocarriles, aeropuertos y puertos dependiendo del caso.
6. Disponibilidad de apoyo financiero:
Los aspectos financieros son un elemento importante en el desarrollo y operación de las industrias. Por lo tanto, las industrias tienden a asentarse en regiones donde existen bancos y otras instituciones financieras a las cuales recurrir para sus necesidades.
7. Clima:
En algunas industrias existen preferencias por determinados tipos de climas. Por ejemplo la industria textil del algodón requiere de un clima húmedo, mientras que la fabricación de relojes en cambio tiene una preferencia por zonas con un clima fresco.
8. Impuestos:[4]
Los gobiernos a veces conceden beneficios impositivos o incentivos a determinada industrias o en determinadas regiones como una manera de promover el desarrollo económico de los países. Por lo tanto determinadas industrias a veces deciden ubicar sus fábricas luego de analizar especialmente las condiciones impositivas de la región.

## Ventajas de la localización
Una vez que una empresa se ubica en una localidad, goza de ciertas ventajas, tales como:
- Un producto localizado aumenta su reputación y por lo tanto es más fácil para una empresa ganarse una posición en el mercado dentro y fuera del país. Basado en su reputación, por lo general le es posible fijar precios más elevados para sus productos que los que ofrecen los productos de la competencia localizados en otros sitios, o aumentar su penetración del mercado. Por ejemplo los bienes tecnológicos o automóviles de alta gama (BMW, Audi, Mercedes Benz, Porsche) fabricados en Alemania poseen una excelente reputación comercial y por lo tanto se pueden vender los mismos a precios algo por encima de los de la competencia y el mercado muestra preferencia por ellos.
- Cuando una industria se localiza en una región determinada, es fácil conseguir mano de obra calificada apropiada para esa industria. Los miembros de una misma familia suelen trabajar para empresas afines o que trabajan en la misma industria. Por otra parte se suelen crear colegios técnicos o carreras universitarias en la región que se especializan en temas afines a los productos o procesos de las industrias localizadas, brindando así mano de obra ajustada a las necesidades de la industria. Además es común los estudiantes realicen pasantías y prácticas en las industrias, con lo cual las mismas pueden influir en la formación de sus futuros empleados dotándolos de los conocimientos prácticos requeridos por la industria.
- La localización ayuda a la promoción y crecimiento de subsidiarias.
- A consecuencia de la localización en la región se establecen diversas instituciones de investigación o de servicios específicos que se especializan en temas relacionados con la industria o productos localizados. De esta manera si por ejemplo en una determinada región de Italia, se localiza la confección de artículos de cuero, en su entorno se asentaran también empresas que les provean de servicios (por ejemplo: curtido de cuero, teñido de cuero, corte de cuero, diseño de carteras, marketing), o instituciones de investigación (desarrollo de nuevos tipos de tratamientos para el cuero para otorgarle cualidades especiales, tales como: mayor resistencia, impermeabilizar, mayor flexibilidad, distinta elasticidad o textura).
- La localización promueve el desarrollo de entidades financieras en la región. Cuando los bancos y otras organizaciones financieras encuentran redituable el realizar inversiones en la localidad, abren sucursales allí y desarrollan productos financieros adaptados a las necesidades específicas de las industrias.